# أغوستين سانشو
أغوستين سانشو (بالإسبانية: Agustín Sancho) (18 يوليو 1896 في إسبانيا - 25 أغسطس 1960 في إسبانيا) هو مدرب كرة قدم ولاعب كرة قدم إسباني في مركز الوسط، شارك في الألعاب الأولمبية الصيفية 1920. وشارك مع منتخب إسبانيا لكرة القدم ومنتخب كاتالونيا لكرة القدم. أما مع النوادي، فقد لعب مع نادي برشلونة ونادي ساباديل.

## وصلات خارجية
- أغوستين سانشو على موقع قاعدة بيانات كرة القدم.إي يو (الإنجليزية)
- أغوستين سانشو على موقع ناشيونال فوتبول تيمز (الإنجليزية)
- أغوستين سانشو على موقع أوليمبيديا (الإنجليزية)